# Valle de Holcomb
Holbcomb Valley es un valle del Sur de California. Fue descubierto en 1860 por Billy Holbcomb, cuyo apellido da nombre al valle, y Ben Choteau, un indio cheroqui. 
Holbcomb Valley fue uno de los centros de minería y excavaciones más grandes del Sur de California.

## Tiempos de crecimiento rápido

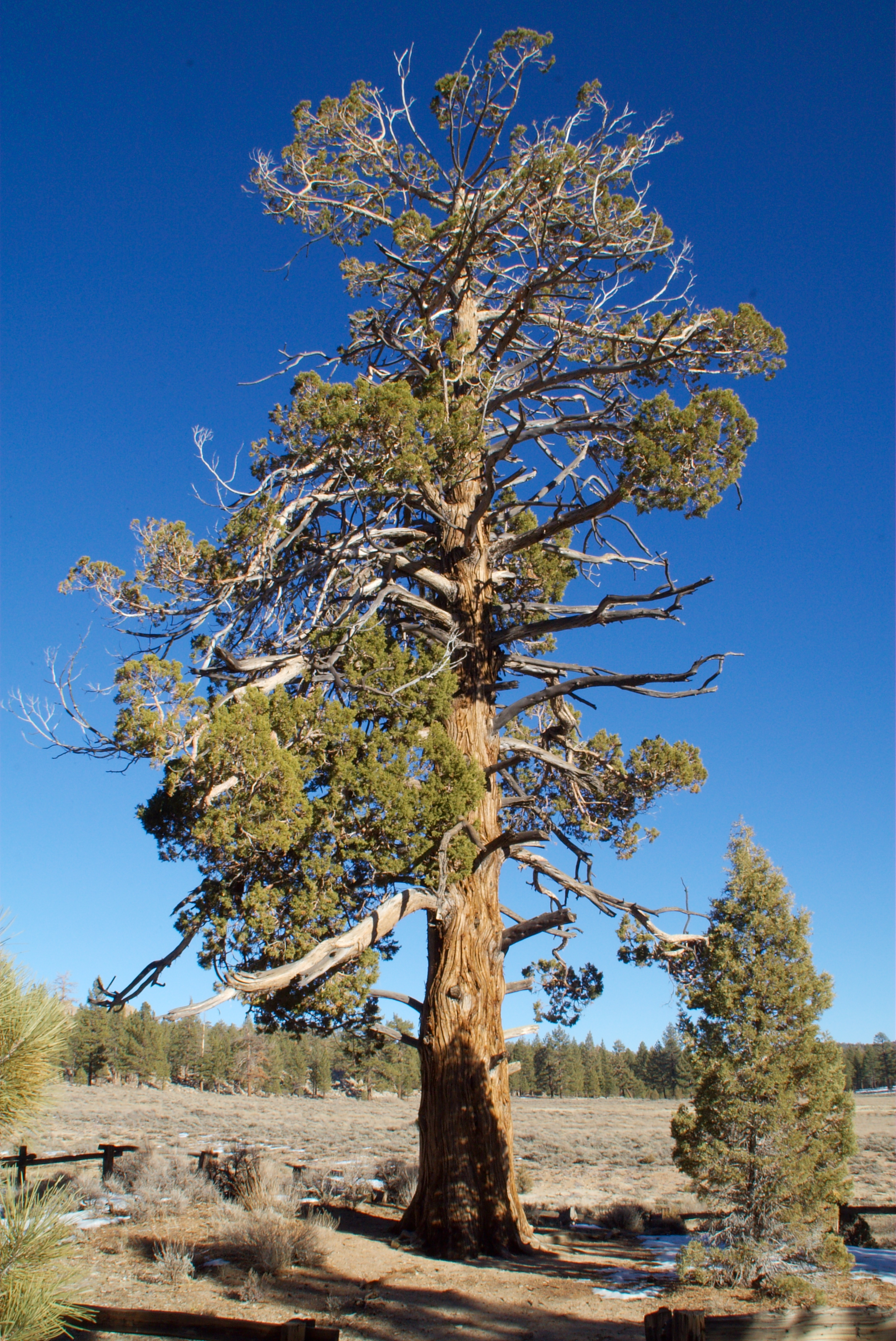
El Árbol del Ahorcado: un enebro (Juniperus occidentalis var. australis) del que se hacía uso en la justicia fronteriza.

Los primeros años de habitación del valle fueron 1860 y 1861, durante los que la población llegó a ser de más de 1000 personas. El oro y la plata eran abundantes. 
La noticia del oro y de la plata se difundió por el Condado de San Bernardino y por sus cercanías. Comenzaron a trabajar en las minas unas 300 personas el 23 de junio. El 1 de septiembre ya había unas 1000.
La fiebre atrajo también a los ladrones, y fomentó las peleas en el pueblo: Holcomb Valley era una pequeña ciudad, y no había leyes fijas. Los temores más grandes eran ocasionados por los tiroteos y las peleas dentro de la ciudad. No obstante, llegaban mineros de todas partes, arriesgándose por el oro y por la plata.[cita requerida]